# Deltinella amaura
Deltinella amaura là một loài bướm đêm trong họ Noctuidae.